# Lepidodactylus yami
Lepidodactylus yami este o specie de șopârle din genul Lepidodactylus, familia Gekkonidae, descrisă de Ota 1987. Conform Catalogue of Life specia Lepidodactylus yami nu are subspecii cunoscute.